# جوجه‌های رنگی
جوجه‌های رنگی به آن دسته جوجه‌هایی گفته می‌شود که توسط انسان به صورت مصنوعی رنگ‌آمیزی شده و در خیابان توسط دست‌فروش‌ها در ایران فروخته می‌شود. 

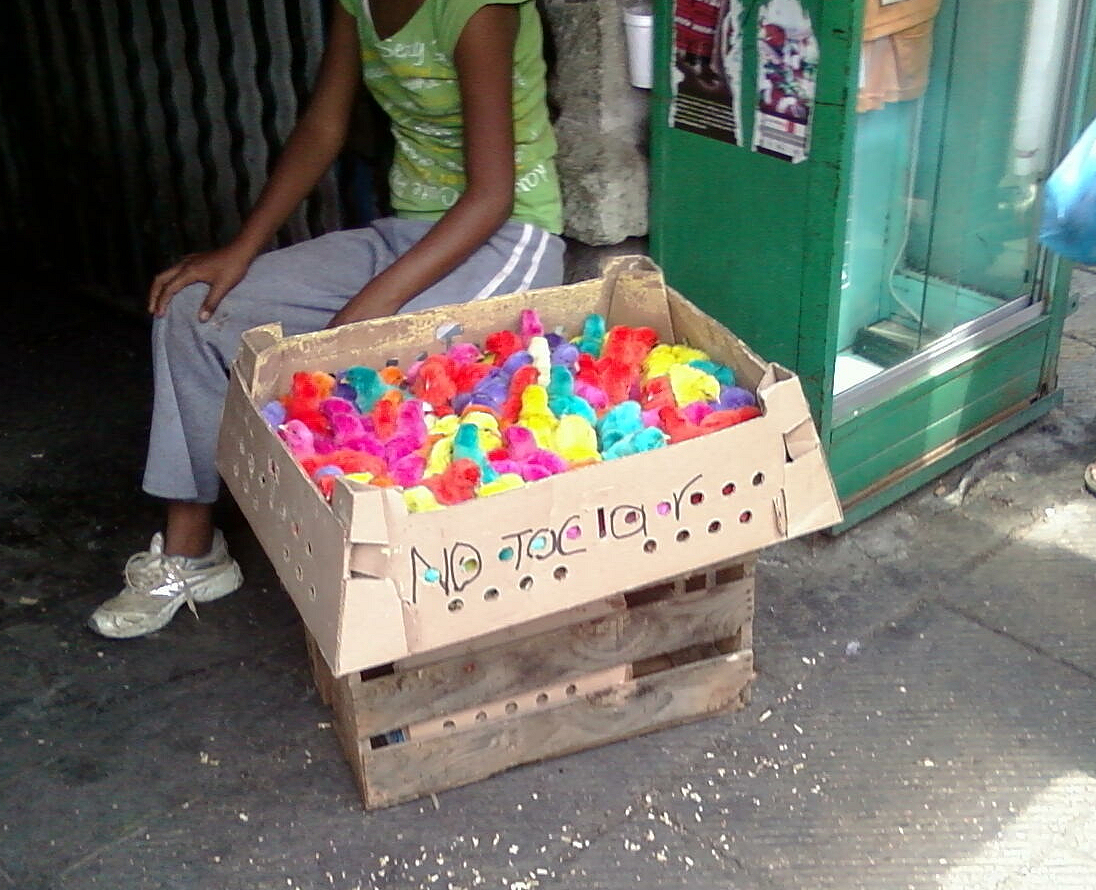
جوجه‌های رنگی

## چگونگی تولید و رنگ‌آمیزی
جوجه‌های رنگی، جوجه خروس‌های نژادهای تخم‌گذار صنعتی مانند لگهورن می‌باشند که چون نگه‌داری آن‌ها سود اقتصادی ندارد به این شکل در آورده می‌شوند.
جوجه‌ها در نژادهای تخم‌گذار صنعتی بعد از تخم درآمدن تعیین جنسیت شده و جوجه‌های ماده به مرغ‌داری‌ها منتقل شده اما جوجه‌های نر به علت عدم تولید تخم‌مرغ و عدم رشد سریع به مانند جوجه‌های نژادهای گوشتی در جوجه‌کشی‌ها معدوم می‌گردند. در پاره‌ای از موارد این جوجه‌ها توسط رنگ‌های صنعتی، رنگ‌آمیزی شده و برای فروش روانه بازار می‌گردند. همه ساله در فصول بهار و تابستان این جوجه‌ها در پیاده‌روها و خیابان‌ها فروخته می‌شود.

## هشدارها درباره نگه‌داری جوجه‌ها
نگه‌داری این جوجه‌ها در خانه‌ها به علت عدم آشنایی خریدار با روش‌ها و اصول نگه‌داری جوجه‌ها و آسیب‌های احتمالی وارده بر جوجه‌ها از طریق نگه‌داری ناصحیح مخصوصاً توسط کودکان توصیه نمی‌شود. به طوری که بسیاری از جوجه‌ها به فاصله چند روز می‌میرند.
هم‌چنین برخی پزشکان به علت مخاطرات بهداشتی نگه‌داری جوجه‌های رنگی را توصیه نمی‌کنند.